# Tào Huệ bá
Tào Huệ bá (chữ Hán: 蔡惠伯; trị vì: 795 TCN - 760 TCN), tên thật là Cơ Trĩ (姬雉), là vị vua thứ chín của nước Tào – chư hầu nhà Chu trong lịch sử Trung Quốc.
Cơ Trĩ là con của Tào Đái bá – vua thứ 8 nước Tào. Năm 796 TCN, Tào Đái bá mất, Cơ Trĩ lên nối ngôi, tức là Tào Huệ bá.
Sử sách không ghi chép sự kiện xảy ra liên quan tới nước Tào trong thời gian ông làm vua.
Năm 760 TCN, Tào Huệ bá qua đời. Ông ở ngôi được 36 năm. Con ông là Cơ Thạch Phủ lên nối ngôi.